# Wielkie Berezne
Wielkie Berezne (ukr. Великий Березний, Wełykyj Bereznyj; ros. Великий Берёзный, Wielikij Bierioznyj; węg. Nagyberezna) – osiedle typu miejskiego w obwodzie zakarpackim w zachodniej Ukrainie (na Zakarpaciu). Powierzchnia – 4,1 km².
Wielkie Berezne leży u ujścia potoku Ubla do Użu, między masywem Poprzecznego na południowym zachodzie, południowymi stokami Bieszczadów Zachodnich na północy i pasmem Połoniny Równej na wschodzie.

## Historia

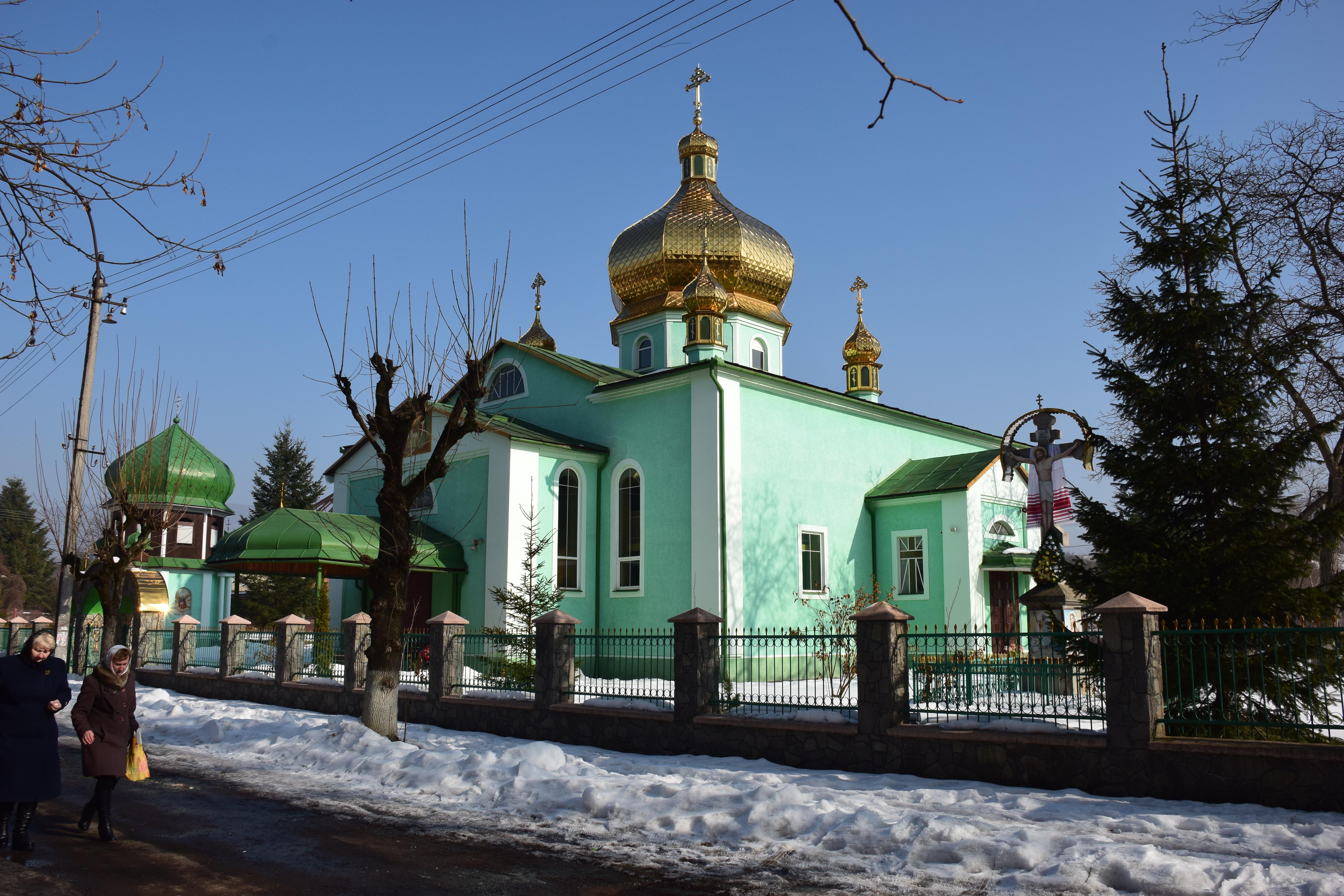
Cerkiew prawosławna pw. Trójcy Świętej (UKP PM)

Pierwsza wzmianka o Wielkim Bereznym pochodzi z 1409 roku. W 1427 wieś należała do użhorodzkiego majątku rodu Drugethów. Za czasów węgierskich należało do komitatu Ung. W 1894 roku powstała linia kolejowa. W 1910 liczyło 2,8 tys. mieszkańców, z czego 1,1 tys. Rusinów, 0,9 tys. Niemców, 0,4 tys. Węgrów i 0,3 tys. Słowaków. Prawa miejskie od 1947.

## Transport
Przez miasto przebiegają droga regionalna H13 i linia kolejowa Sambor – Czop przez Przełęcz Użocką, na której znajdują tu się stacja kolejowa Wielkie Berezne oraz przystanek kolejowy Szkoła-Internat.
Na zachód od miasta znajduje się drogowe przejście graniczne Małyj Bereznyj-Ubľa ze Słowacją.